# René Hüssy

René Hüssy als Trainer des FC Winterthur (1967)

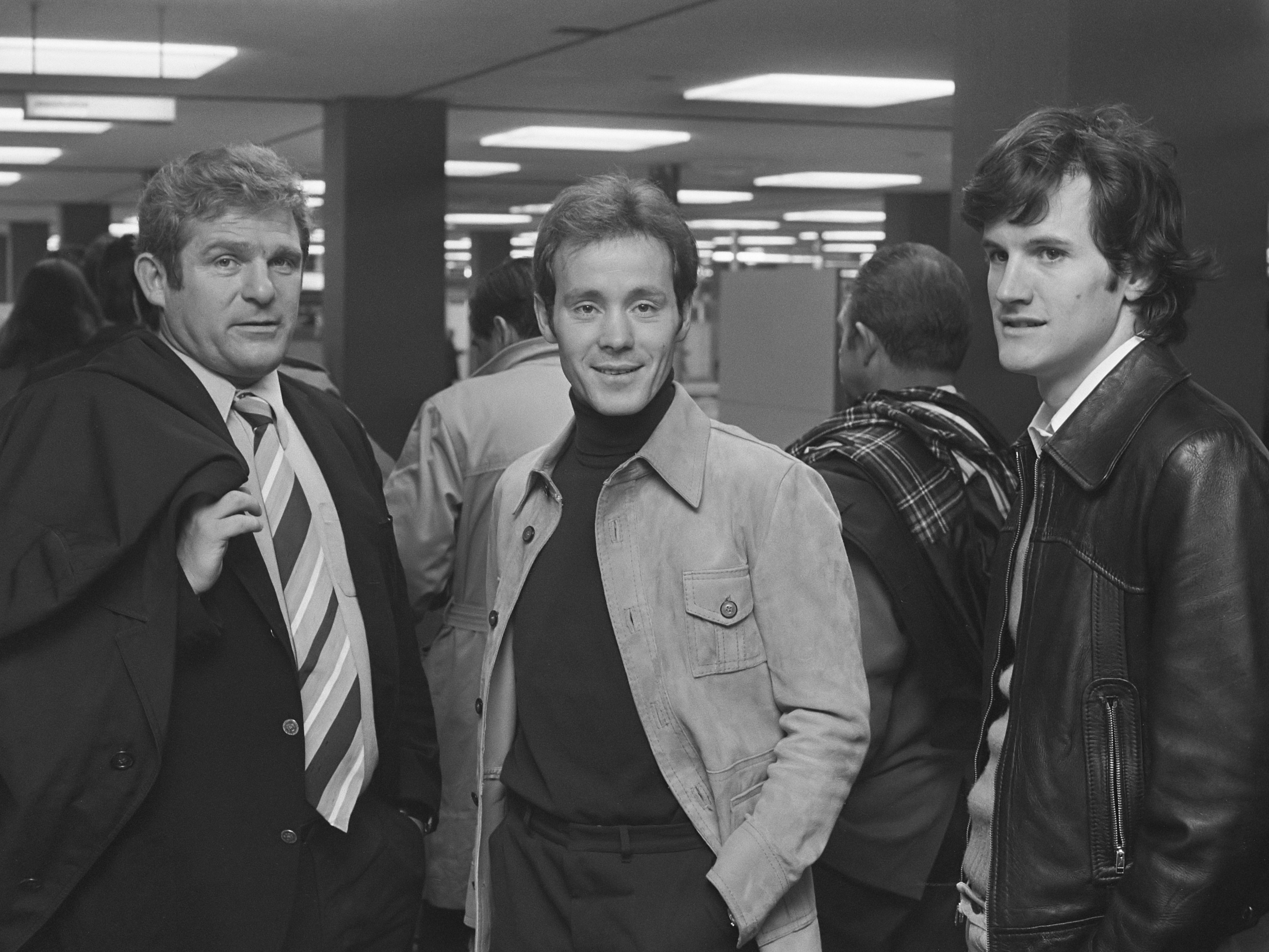
René Hüssy, Köbi Kuhn und Daniel Jeandupeux (1974)

René Hüssy (* 19. Oktober 1928 in Zürich; † 11. März 2007) war ein Schweizer Fussballspieler und -trainer.

## Leben
Er begann seine Karriere bei GC, wo er mit Ausnahme von zwei Saisons in Lausanne seine ganze Aktivzeit spielte.
Als Trainer arbeitete er während sieben Jahre für den FC Winterthur und ist damit der bis heute am längsten im Amt weilende Trainer der Vereinsgeschichte. Mit ihm stieg Winterthur 1966 ein erstes Mal in die Nationalliga A auf, konnte sich jedoch in der darauffolgenden Saison nicht halten. 1968 schaffte Winterthur jedoch den sofortigen Wiederaufstieg und den gleichzeitigen Einzug in den Cupfinal.
Nachdem er Winterthur verlassen hatte, wurde er ad interim Trainer der Schweizer Fussballnationalmannschaft. Später war er als Trainer noch für GC und Lausanne tätig.
René Hüssy unterhielt nach seiner aktiven Trainer-Laufbahn verschiedene Ämter in der FIFA und UEFA. So war er beispielsweise von 1982 bis 1998 Mitglied der Technischen Studien-Gruppe (TSG) der FIFA. Während fast 20 Jahren bereiste Hüssy als FIFA-Trainerinstruktor die ganze Welt und verhalf auch Nicht-Industrieländern zu den neusten Trainingsmethoden und bildete deren Trainer aus. In den Jahren 1982–1998 bekleidete René Hüssy verschiedene offizielle Ämter innerhalb der UEFA. Für die USFT (Union Schweizer Fussball Trainer) nahm er über Jahrzehnte hinweg wichtige Aufgaben wahr und war Ehrenmitglied. Am 28. Mai 2002 erhielt Hüssy von Sepp Blatter den FIFA-Verdienstorden für sein Lebenswerk.

## Karriere als Spieler
- 1943–1946 Grasshopper Club Zürich, Junioren
- 1947–1949 Grasshopper Club Zürich, 1. Mannschaft
- 1949–1951 Lausanne Sport
- 1951–1961 Grasshopper Club Zürich, 1. Mannschaft

## Karriere als Trainer
- 1961–1963 Grasshopper Club Zürich, Junioren
- 1963–1970 FC Winterthur
- 1970–1970 Schweizer Fussballnationalmannschaft
- 1971–1973 Grasshopper Club Zürich
- 1973–1976 Schweizer Fussballnationalmannschaft
- 1977–1978 BSC Young Boys

## Erfolge
- 1950 Schweizer Cupsieger als Spieler
- 1951 Schweizer Meister als Spieler
- 1952 Schweizer Meister und Cupsieger (Double) als Spieler
- 1956 Schweizer Meister und Cupsieger (Double) als Spieler
- 1971 Schweizer Meister als Trainer

## Verbandskarriere FIFA und UEFA
- 1971–1976 nebenamtlicher und vollamtlicher FIFA-Instruktor
- 1977–1998 nebenamtlicher FIFA-Instruktor und technischer Berater